# Ripky
Ripky (ukrajinsky Ріпки, rusky Репки – Repki) jsou sídlo městského typu v Černihivské oblasti na Ukrajině. K roku 2017 v nich žilo přes sedm tisíc obyvatel.

## Poloha a doprava
Ripky leží na severozápadě Černihivské oblasti. Prochází přes ně silnice M 01 z Kyjeva přes Brovary a Černihiv k bělorusko-ukrajinské hranici. Po ní je zde také vedena Evropská silnice E95 z Čornomorsku do Petrohradu.

## Dějiny
První zmínka o Ripkách je z roku 1607. Status sídla městského typu mají od roku 1966.